# Gustav Červinka
Gustav Červinka (13. června 1868 Nymburk – 6. ledna 1907 Brno) byl český železniční inženýr, drážní inspektor a vysokoškolský pedagog, který se zabýval především železničními stavbami.

## Život
Narodil se v Nymburce, městě, ze kterého se v té době stával železniční uzel. Absolvoval techniku v Praze, poté začal pracovat na ředitelství Saské státní dráhy, podílel se například na úpravách nádraží v Drážďanech.
Roku 1896 byl jmenován adjunktem státní společnosti Císařsko-královské státní dráhy (kkStB) a přidělen do Olomouce, postupně dosáhl funkce drážního inspektora. Přednášel na nově zřízené české technice v Brně, v roce 1901 byl zde byl jmenován mimořádným profesorem, v roce 1906 mu byla udělena profesura v oboru stavitelství silničního, železničního a tunelového. V letech 1903–1904 byl děkanem odboru stavebního inženýrství brněnské techniky.
Je autorem odborné publikace Výhybky a spojení výhybková (1905).

### Úmrtí

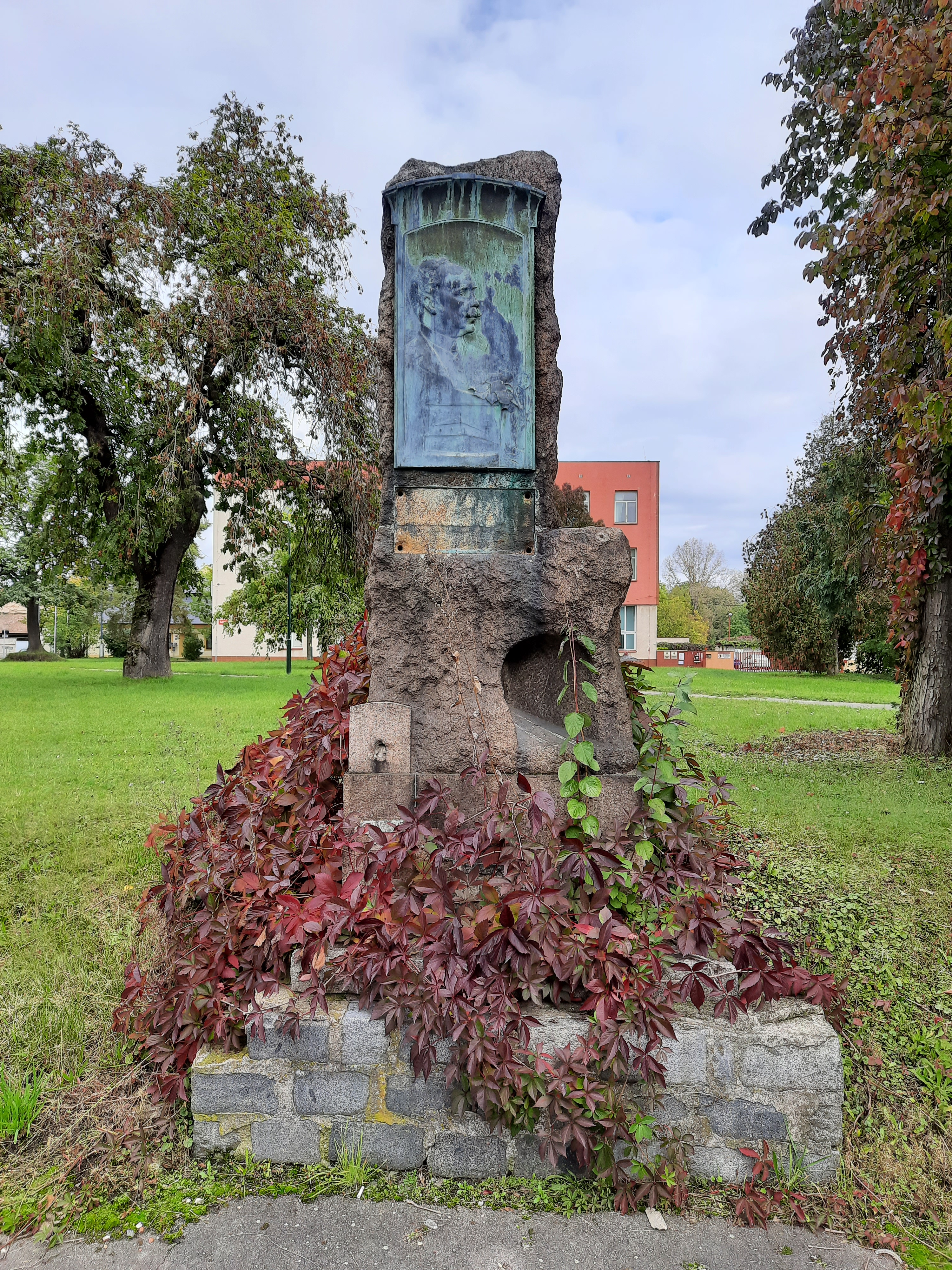
Hrobka Gustava Červinky ve Svatojiřském parku v Nymburce (autor Vilém Amort)

Dne 6. ledna 1907 spáchal Gustav Červinka sebevraždu skokem z okna budovy brněnské techniky v Giskrově ulici č. 34. Byl pohřben v rodném Nymburce na starém městském hřbitově poblíž kostela svatého Jiří. Hrob zdobí kamenný náhrobek s kovovou litinou s podobiznou Gustava Červinky a v dolní části plastické vyobrazení ústí železničního tunelu. Hřbitov byl v letech 1967–1969 necitelně odstraněn, s výjimkou dvou hrobek. Jednou z nich je právě Červinkova. Jejím autorem je sochař Vilém Amort.